# Enrique Lommi
Enrique Lommi (1 de julio de 1922, Buenos Aires-13 de marzo de 2019, Buenos Aires) fue un bailarín clásico argentino.

## Biografía
Entre sus maestros cabe mencionar a José de Cherpino, Esmée Bulnes, Michel Borowski, Leonide Massine, Serge Lifar y Nicolai Zvereff.
Desde su ingreso al Ballet Estable del Teatro Colón en 1941, a instancias de Leónidas Barletta, fundador del Teatro del Pueblo, cumplió una extensa y prolongada actuación. Fue bailarín solista de la compañía en 1947 y Primer bailarín por concurso en 1949, siendo el primer argentino en alcanzar ese rango en el Ballet Estable.
Durante sus veinticuatro años Enrique Lommi interpretó la mayor parte del repertorio del elenco. Bailó junto al Original Ballet Russe del Coronel de Basil en las tres temporadas que el conjunto extranjero realizó en la Argentina. Fue el protagonista del estreno mundial del ballet “Estancia” de Michel Borowski, con música de Alberto Ginastera, en el Teatro Colón en 1952. Entre sus papeles más logrados se encuentran el Predicador en “El niño brujo”, las hermanastras en “Cenicienta”, Coppelius en “Coppelia”, Teobaldo en “Romeo y Julieta”, Yago en “Otelo”, “Hamlet”, y muchos otros.
Su actividad en Europa se desarrolló en el marco del Ballet de Berlín, oportunidad en la que también se desempeñó como maestro en la Escuela de la Ópera de esa ciudad.
Su trayectoria docente incluye la Dirección de la Escuela Municipal de Danzas de San Nicolás, maestro de la Compañía de Joaquín Pérez Fernández, de la Gran Compañía Española de Antonio el Chavalillo y de la compañía Municipal de la ciudad de Rosario.
Autor de numerosas coreografías para televisión y cine: “Romeo y Julita”, “La simuladora”, “Adiós, pampa mía”, entre otras películas.
Fue codirector del Ballet Estable del Teatro Colón y Director del Ballet Argentino de La Plata.
Es coautor del libro “La Danza: su técnica y sus lesiones más frecuentes”.
Junto a su esposa, Olga Ferri, fundó en 1971 el Ballet Estudio, donde se formaron reconocidas figuras de la danza como Paloma Herrera, Ludmila Pagliero, Iñaki Urlezaga, Julio Bocca, Carolina Agüero, Raúl Candal, Alejandro Parente, etc.
En 1999 mereció el Premio Konex y en 2018, la Mención de Honor Juan Bautista Alberdi otorgada por la Cámara de Diputados de la Nación por su extenso compromiso con la cultura.